# Black Panties (álbum)
Black Panties es el duodécimo álbum de estudio del cantante de R&B y Soul estadounidense R. Kelly y fue lanzado el 6 de diciembre de 2013 por RCA Records, siguiendo el desvanecimiento de Jive Records en octubre de 2011. El álbum cuenta con las colaboraciones de Ludacris, 2 Chainz, Young Jeezy, Migos, Kelly Rowland, Juicy J y Future.

## Antecedentes
Black Panties, según Kelly, "es el nuevo 12 Play", y es totalmente diferente a sus anteriores ofertas, Love Letter (2010) y Write me Back (2012). En octubre de 2013, en una entrevista con Rolling Stone, R. Kelly habló sobre por qué quería hacer un disco que se escuchase similar a su álbum debut, 12 Play, diciendo: «Me encanta poder jugar con todos los tipos de música. Tal y como hice en Love Letter y Write me Back, que eran unos álbumes divertidos y me llevaron de vuelta a la música que amo. y los discos eran divertidas para que lo haga, porque me llevaron de vuelta a la música que me gusta. Pero yo quiero cambiar de carril con este nuevo disco y recordar a la gente de la época de TP-2.com y 12 Play el tipo de juego de música que puedo hacer - 'la música de Kellz!' Me gusta poder cambiar de carril y hacer todos los diferentes tipos de música que pueda haber. Los fanes no pueden acusar a R. Kelly de hacer siempre lo mismo, yo siempre estoy mezclando y en constante cambio.» En diciembre de 2013, en una entrevista con Billboard, R. Kelly habló sobre por qué decidió el nombre de Black Panties, diciendo: "Estoy en el escenario haciendo el tour de Love Letter y cada vez que estoy cantando empiezan a volar bragas. En serio. Pero esta noche en particular, un par de braguitas salieron del cielo, eran negras y aterrizaron en mi muñeca. Inmediatamente miré eso y observé hacia arriba pensando "eso es una señal". Sí, la idea me golpeó de inmediato."

## Sencillos
El 28 de julio de 2013 se lanzó el primer sencillo del álbum, "My Story", una colaboración de Kelly y el rapero americano 2 Chainz. El sencillo alcanzó al puesto 89 en Billboard Hot 100.
El 24 de septiembre de 2016, se lanzó el segundo sencillo, "Genius'.
El 25 de noviembre de 2013 se lanzó el tercer sencillo de Black Panties, "Cookie". El 10 de diciembre de 2013 se lanzó el video musical.
El 11 de marzo de 2014 se lanzó el cuarto y último sencillo del álbum, "Legs Shakin'", colaboración de Kelly y el rapero americano Ludacris.

## Recepción crítica
Desde su lanzamiento, Black Panties recibió críticas mixtas por parte de la crítica profesional. En Metacritic el álbum recibió una puntuación de 61 sobre 100, basándose en 22 reseñas, indicando que tiene críticas generalmente positivas. Los críticos generalmente han elogiando la voz de Kelly, pero han criticado la composición y producción del álbum.

## Rendimiento comercial
El álbum debutó número 4 en las listas de Billboard 200, vendiendo un total de 133,000 copias la primera semana. Es el álbum con mejor rendimiento comercial de Kelly desde Untitled (2009), que debutó número 4. En su segunda semana, las ventas del álbum cayeron un 55%, quedándose en el número 15 y vendiendo 60,000 copias más. En su tercera semana, el álbum vendió 44,000 copias más, cayendo al número 17, pero en su cuarta semana, el álbum vendió un total de 31,000 copias más y alcanzando el número 11 en US Billboard 200. En octubre de 2015, se estima que el álbum vendió un total de 462,000 copias en Estados Unidos.

## Lista de canciones
| N.º | Título                                  | Escritor(es) | Duración |  |
| 1.  | «Legs Shakin'» (featuring Ludacris)     | R. Kelly     | 4:26     |  |
| 2.  | «Cookie»                                | Kelly        | 3:45     |  |
| 3.  | «Throw This Money on You»               | kelly        | 3:40     |  |
| 4.  | «Prelude»                               | Kelly        | 3:11     |  |
| 5.  | «Marry the Pussy»                       | Kelly        | 4:14     |  |
| 6.  | «You Deserve Better»                    | Kelly        | 3:51     |  |
| 7.  | «Genius»                                | Kelly        | 3:59     |  |
| 8.  | «All the Way» (featuring Kelly Rowland) | Kelly        | 3:49     |  |
| 9.  | «My Story» (featuring 2 Chainz)         | Kelly        | 4:26     |  |
| 10. | «Right Back»                            | Kelly        | 3:26     |  |
| 11. | «Spend That» (featuring Young Jeezy)    | Kelly        | 3:42     |  |
| 12. | «Crazy Sex»                             | Kelly        | 2:37     |  |
| 13. | «Shut Up»                               | Kelly        | 4:03     |  |